# 東興路駅
東興路駅（とうきょうろえき）とは中華人民共和国天津市河東区に位置する天津地下鉄9号線の駅である。

## 駅構造
- 島式ホーム1面2線を有する地下駅。

## 歴史
- 2011年5月1日 - 開業。[1]

## 隣の駅
- ■9号線

直沽駅 - 東興路駅 - 中山門駅